# Нгуєн Хоанг
Нгуєн Хоанг (*阮潢; 28 серпня 1525 — 20 липня 1613) — 1-й правлячий тюа (князь) Дангчонгом (Південний Дайв'єтом) в 1558—1613 роках (фактично з 1568 року).

## Життєпис
Походив з роду Нгуєн. Другий син Нгуєн Кіма. Народився 1525 року в родинному маєтку в провінції Тханьхоа. 1527 року батько вимушений був повернутися зі столиці держави Донг Кіня, де владу захопив Мак Данг Зунг. 1533 року Нгуєн Кім очолив уряд імператора Ле Кунг Хоанга. В свою чергу Нгуєн Хоанг супроводжував батька, згодом вперше долучився до державних справ, отримуючи водночас відповідну освіту.
1545 року Нгуєн Кіма було отруєно, а старшого брата Хоанга — Уонга —, вбито за наказом Чинь К'єма, що став очільником уряду. Нгуєн Хоанг спочатку сховався, а 1558 року перебрався до провінції Тханьхоа, де отаборився в місті Ай Ту. 1568 року отримав від Чинь К'єма керівництво південними провінціями О-Чау. Причини цьому є дискусійними до тепер: Нгуєн Хоанг довів вірність уряду або рід Чинь намагався виселити Нгуєнів з столичної провінції.
Своєю резиденцією обрав Ча Бат (відома також як Чіє Фонг). Зосередив зусилля на підкорення усіх південних провінцій, які на той час в значній мірі були заселені чамами. В стосунками з останніми більше намагався діяти мирними та дипломатичними заходами. Для цього в політиці відмовився від конфуціанства, оголосивши буддизму державною релігією. Разом з культура чамів значно вплинуло на двір Нгуєн Хоанга, де було створено синкретичну літературу і мистецтво.
У 1573 році імператор Ле Тхай Тонг надав йому титул тхай-пхо (великого майстра). 1593 року Нгуєн Хоанг прибув допомогти Чиням у знищенні залишків армії Маків, проте невдовзі перестав підкорятися наказам зі столиці, оскільки там фактичну владу захопили Чині. Втім отримав титул Мон-конга (на кшталт герцога Мона).
1600 року Нгуєн Хоанг, звинувативши тюа Чинь Тунга в підтримці повстання в провінції Ніньбінь, розірвав відносини з двором нового імператора Ле Кінь Тонга, прийнявши титул Сюу-вионг (добро князя). Проте обрання титулу вионга свідчило про намір отримати повну незалежність. Проте бойові не проводилися. Того ж року зміцнив та відновив місто Дінькат. 1601 року за його наказом було зведено величну пагоду на березі річки Хионг поблизу селища Хакхе, що доволі швидко стала центром буддизму півдня Дайв'єту.
На початку 1600-х років надав дозвіл понським купцям оселитися в порту Фейфо, де ті спільно з місцевими купцями здійснювали посередницьку торгівлю китайським крамом. Цим було закладено важливі підвалини перетворення підвладних портів на важливі центри торгівлі від Яви до Японії.
1611 року Нгуєн Хоанг здійснив військову кампанію проти князівства чамів Пандуранг, але окрім здобичі нічого не домігся. Помер 1613 року. Йому спадкував шостий син Нгуєн Фук Нгуєн.

## Пам'ять
У 2013 році його 400-річчя відзначалося в Хюе.